# Madoutoren
De Madoutoren (Frans: Tour Madou) is een kantoorgebouw in Brussel, gelegen aan de Kleine Ring in Sint-Joost-ten-Node. Met zijn 120,1 meter en 34 verdiepingen is de Madoutoren het op vier na hoogste gebouw van de Belgische hoofdstad. Het gebouw beschikt over ongeveer 40.000 m2 kantoorruimte.
De toren werd voltooid in 1965. Tussen 2002 en 2004 vond er een grote renovatie plaats.
Het gebouw is eigendom van de Europese Commissie en doet sinds de renovatie dienst als kantoorgebouw voor een gedeelte van de ambtenaren die ze in dienst heeft, met name de ambtenaren van de algemene directies Pers en Opvoeding en Cultuur.

## Trivia
- Tijdens de bouw in 1965 was de toren het decor voor een aflevering van de jeugdserie Kapitein Zeppos, en het kwam ook telkens terug in de generiek.